# رينيه مارتيل
رينيه مارتيل هي مغنية وممثلة كندية، ولدت في 26 يونيو 1947 في درومونفيل في كندا.

## وصلات خارجية
- رينيه مارتيل على موقع IMDb (الإنجليزية)
- رينيه مارتيل على موقع ميوزك برينز (الإنجليزية)
- رينيه مارتيل على موقع أول ميوزيك (الإنجليزية)
- رينيه مارتيل على موقع ديسكوغز (الإنجليزية)